# Neofacydes marlisae
Neofacydes marlisae là một loài tò vò trong họ Ichneumonidae.